# Lucija Potnik
Lucija Potnik (* 21. Juni 2005 in Slovenj Gradec) ist eine slowenische Leichtathletin, die sich auf den Sprint spezialisiert hat.

## Sportliche Laufbahn
Erste internationale Erfahrungen sammelte Lucija Potnik im Jahr 2021, als sie bei den U18-Balkan-Meisterschaften in Kraljevo in 12,39 s die Bronzemedaille im 100-Meter-Lauf gewann und sich mit der slowenischen 4-mal-100-Meter-Staffel in 48,36 s den zweiten Platz im B-Lauf sicherte. Im Jahr darauf gewann sie bei den U20-Balkan-Hallenmeisterschaften in Belgrad in 7,49 s die Silbermedaille im 60-Meter-Lauf und im Juni gewann sie bei den U18-Balkan-Meisterschaften in Bar in 11,57 s die Silbermedaille über 100 Meter und sicherte sich auch im Staffelbewerb in 47,55 s die Silbermedaille. 2023 wurde sie bei der 2. Liga der Team-Europameisterschaft im Rahmen der Europaspiele in Chorzów in 11,68 s Zweite im B-Lauf über 100 Meter und belegte in der 4-mal-100-Meter-Staffel in 45,27 s den vierten Platz. Anschließend wurde sie bei den Balkan-Meisterschaften in Kraljevo in 11,63 s Vierte über 100 Meter, ehe sie bei den U20-Europameisterschaften in Jerusalem mit 11,62 s im Halbfinale ausschied und mit der Staffel im Vorlauf nicht ins Ziel kam. Im Jahr darauf gewann sie bei den U20-Balkan-Hallenmeisterschaften in Belgrad in 7,40 s die Silbermedaille über 60 Meter und anschließend belegte sie bei den Balkan-Hallenmeisterschaften in Istanbul in 7,47 s den fünften Platz. Im August schied sie bei den U20-Weltmeisterschaften in Lima mit 11,72 s im Halbfinale über 100 Meter aus und verpasste mit der Staffel mit 45,63 s den Finaleinzug. 2025 gewann sie bei den Balkan-Hallenmeisterschaften in Belgrad in 7,32 s die Silbermedaille über 60 Meter hinter der Rumänin Maria Mihalache. Anschließend kam sie bei den Hallenweltmeisterschaften in Nanjing mit 7,43 s nicht über die Vorrunde hinaus. Im Juni wurde sie bei der 2. Liga der Team-Europameisterschaft in Maribor in 11,57 s Zweite über 100 Meter hinter der Belgierin Delphine Nkansa und gelangte mit der Staffel mit 44,15 s auf Rang drei im A-Lauf. Anschließend belegte sie bei den U23-Europameisterschaften in Bergen in 11,56 s den sechsten Platz über 100 Meter und wurde in der Vorrunde über 200 Meter disqualifiziert. Zudem verpasste sie mit der Staffel mit 45,93 s den Finaleinzug. Kurz darauf gewann sie bei den Balkan-Meisterschaften in Volos in 11,44 s die Bronzemedaille über 100 Meter hinter der Griechin Rafaela Spanoudaki-Chatziriga und Magdalena Lindner aus Österreich. Zudem gewann sie dort im Staffelbewerb in 45,29 s die Bronzemedaille hinter den Teams aus Griechenland und Serbien.
In den Jahren 2023 und 2025 wurde Potnik slowenische Meisterin im 100-Meter-Lauf. 2022, 2023 und 2025 wurde sie Hallenmeisterin im 60-Meter-Lauf sowie 2025 auch über 200 Meter.

## Persönliche Bestleistungen
- 100 Meter: 11,44 s (+1,6 m/s), 26. Juli 2025 in Volos
  - 60 Meter (Halle): 7,32 s, 15. Februar 2025 in Belgrad
- 200 Meter: 23,66 s (+0,2 m/s), 5. Juni 2025 in Maribor
  - 200 Meter (Halle): 24,06 s, 19. Januar 2025 in Novo Mesto